# Manuel C. Téllez
Manuel C. Téllez Acosta (Zacatecas, Zacatecas; 16 de febrero de 1885-Ciudad de México, 25 de mayo de 1937) fue un escritor, diplomático y político mexicano. Se desempeñó como embajador de México en Estados Unidos de 1925 a 1931, secretario de Gobernación de 1931 a 1932 durante la presidencia de Pascual Ortiz Rubio y como secretario de Relaciones Exteriores de 1932 a 1934 durante las presidencias de Ortiz Rubio y Abelardo L. Rodríguez.

## Biografía
Téllez nació en Zacatecas, Zacatecas el 16 de febrero de 1885; hijo de José María Téllez y Jovita Acosta.
Luego de unirse al Servicio Exterior Mexicano, fue nombrado encargado de negocios de México en Estados Unidos el 3 de septiembre de 1923 por el presidente Álvaro Obregón.
Salvo por una ausencia de dos meses (del 15 de abril al 22 de junio de 1924), Téllez ejerció el cargo hasta que fue elevado a embajador por el presidente Plutarco Elías Calles. Como embajador, firmó el Tratado de Bucareli y desempeñó el puesto hasta el 9 de noviembre de 1931, cuando renunció para integrarse al gabinete del presidente Pascual Ortiz Rubio como secretario de Gobernación. En enero de 1932, fue nombrado secretario de Relaciones Exteriores sustituyendo a Genaro Estrada.
Falleció por causas naturales en la Ciudad de México el 25 de mayo de 1937.
Décadas después, uno de sus nietos, Luis Téllez, fue secretario de Energía en el gabinete del presidente Ernesto Zedillo y secretario de Comunicaciones y Transportes en el gobierno del presidente Felipe Calderón.

## Obras publicadas
- Memoria de la Secretaria de Relaciones Exteriores: de agosto de 1931 un julio de 1932 (México, 1932).